# نیتن ایچی ریو
نیتن ایچی-ریو (به ژاپنی: 兵法 二天 一流 Hyohō Niten Ichi-ryū) یا هیهو نیتن ایچی-ریو، که می‌توان آن را «مکتب راهبرد دو بهشت به‌مثابه یکی» ترجمه کرد، یک کوریو (مکتب باستانی) و سبکی از شمشیرزنی کلاسیک ژاپنی است که توسط میاموتو موساشی ابداع شده است. هیوهو نیتن ایچی-ریو عمدتاً برای تکنیک‌های دو شمشیر—کاتانا و واکیزاشی—کن‌جوتسو شناخته می‌شود که موساشی آن را «نیتن ایچی» می‌نامد، "دو بهشت به عنوان یک") یا "Nitō Ichi" (二刀一, "دو شمشیر به عنوان یک").